# II. Bardülisz illír király
II. Bardülisz (ógörög Βάρδυλις, latin Bardylis, Bardulis) Dasszarétia királya, majd az ókori Illír Királyság uralkodója a feltevések szerint az i. e. 290-es évek második felében. Az első névről ismert illír király, Bardülisz unokája, Kleitosz dasszaréta király fia, aki i. e. 325 körül visszaszerezte a Dasszarétia feletti hatalmat, majd vélhetően veje, I. Pürrhosz épeiroszi király segítségével az i. e. 290-es évek második felében az illírek királya lett. Azonos nevű nagyapjától való megkülönböztetésül gyakran említik Ifjabbik Bardülisz néven.

## Uralkodása
II. Bardülisz életéről és uralkodásáról meglehetősen kevés adat áll rendelkezésünkre. Apai nagyapja az Illír Királyságot az i. e. 4. század első felében regionális nagyhatalommá tevő, Epirusz és Makedónia egy részét is meghódító Bardülisz volt. Nagyapja uralmának II. Philipposz makedón király vetett véget i. e. 358-ban, amikor az Erigón-völgyi csatában megsemmisítette az illír sereget, Bardülisz fia – egyúttal II. Bardülisz apja –, Kleitosz pedig makedón fennhatóság alatt uralkodott tovább a feltételezések szerint Dasszarétiában vagy Dél-Dardániában. Ez alatt az időszak alatt az Illír Királyság hatalmi centruma a Pleuratosz és Glaukiasz által uralt adriai partvidék volt. Bardülisz apja, Kleitosz i. e. 335-ben fellázadt a makedónok ellen, de III. Alexandrosz a pélioni csatában vereséget mért rá, ezzel uralma megszűnt.
II. Bardülisz egyes források szerint i. e. 325 körül vagy III. Alexandrosz i. e. 323-ban bekövetkezett halála után visszaállította nagyapja és apja országát, amikor visszafoglalta a makedónoktól Dasszarétia vidékét. Ebben az időszakban azonban még a taulant Glaukiasz volt az illírek királya, akinek i. e. 302 körül bekövetkezett halálát hatalmi vákuum és zűrzavar követte: az epiróták elfoglalták és országukhoz csatolták a korábbi taulant Illír Királyság területeit. II. Bardülisz ezt követően, i. e. 295 körül Birkenna nevű leányát Épeirosz nagy hatalmú uralkodójához, I. Pürrhoszhoz adta feleségül, miután annak első felesége, Antigoné meghalt. Vélhetően az így létrejött dinasztikus kapcsolatnak tudható be, hogy i. e. 295 körül II. Bardülisz az illírek királya lett. Uralkodásáról semmit nem tudunk, csak azt, hogy rövid lehetett, mert i. e. 290 körül már Monuniosz volt az illírek királya. Utóbbiról ismert olyan hipotézis, hogy II. Bardülisz fia volt, amit igazolhat az a körülmény, hogy Monuniosz feltételezett nyughelye a dasszaréta területen található Selca e Poshtme-i királysírok egyike.